# Metailurus
Metailurus es un género extinto de felino dientes de sable, perteneciente a la tribu Metailurini, que vivió en América del Norte, África, Europa y Asia desde el Mioceno al Pleistoceno, viviendo desde hace 9 millones de años hasta hace 11,000 años.
Metailurus fue nombrado por Zdansky (1924). Fue asignado a la familia Felidae por Carroll (1988).
Metailurus es conocido como el felino "diente de sable falso" debido a que no poseía verdaderos dientes de sables, sino que tenía una especie de mezcla entre los caninos alargados, delgados y en forma de cuchillo de los verdaderos dientes de sable (Machairodontinae) y los caninos más cortos y cónicos de los felinos actuales. Los caninos son mayores incluso que los del leopardo nebuloso pero significativamente más cortos que los de los dientes de sable verdaderos y más cónicos que aplanados. Debido a que muchos de los fósiles de Metailurus son fragmentarios, el número de especies es objeto de debate. Sin embargo la especie Metailurus minor ha sido reasignada a su propio género, Yoshi.